# Mycalesis vala
Mycalesis vala är en fjärilsart som beskrevs av Carl Plötz 1880. Mycalesis vala ingår i släktet Mycalesis och familjen praktfjärilar. Inga underarter finns listade i Catalogue of Life.